# Barcelona
 For alternative betydninger, se Barcelona (flertydig). (Se også artikler, som begynder med Barcelona)
Barcelona er hovedstad i den spanske region Catalonien i det nordøstlige Spanien ved Middelhavet. Byen er landets næststørste med 1.702.547(2024) med forstæder 4,8 mio.(2013) indbyggere, kun overgået af hovedstaden Madrid. 

## Historie
De første tegn på bosætning i området stammer fra Yngre stenalder (2000–1500 f.Kr.). De første større bosætninger var i 600–500-tallet f.Kr. sandsynligvis af den iberisk folkegruppe laietanerne. Under den anden puniske krig overtog kartagenerne byen, og den blev grundlagt på ny af Hannibals fader Hamilcar Barca. Efter nederlaget til romerne blev den romerske koloni Colonia Julia Augusta Paterna Faventina Barcino. Omkring 15 f.Kr. blev Barcino romersk. Handel blomstrede ved kysten. I 2. århundrede e.Kr. blev der bygget en bymur efter ordre fra Claudius. I det 3. århundrede e.Kr. havde Barcino en befolkning på mellem 4 000 og 8 000.
I år 415 e.Kr. blev byen erobret af vestgoterne. Barcelona var i kort tid hovedstad i det vestgotiske rige, før den blev flyttet til Toledo. I det 7. århundrede blev Barcelona erobret af den muslimske hersker Al-Hurr, men blev igen kristent, da Frankerriget erobrede byen i 801 og gjorde den til en del af Marca Hispanica. De muslimske angreb fortsatte, og i 985 ødelagde muslimske soldater store dele af byen. Grev Borrell II påbegyndte genopbygningen «grevskabsperiode». I den blev Barcelona den vigtigste by i Catalonien og også en af de vigtigste i Aragoniens krone, flere stater under kongen af Aragonien. Byen blomstrede og var en af stormagterne ved Middelhavet i 1200- og 1300-tallet i konkurrence med Genova og Venedig. Indbyggertallet var på omkring 50.000, og bymuren blev udvidet flere gange. I slutningen af 1300-tallet blev befolkningen formindsket som følge af pesten "Den sorte død", men det var alligevel der, store dele af den gotiske bydel blev bygget.
Navnet Barcelona kommer fra det levantin-iberiske navnet Barkeno, som er slået på en mønt med iberisk skrift. I græske kilder omtales byen som Βαρκινών; og i latinske kilder som Barcino, Barcelo og Barceno. I middelalderen var byen også kendt som Barcinona, Barçalona, Barchelona og Barchenona. 

## Sport
I 1992 var Barcelona vært for Sommer-OL. 
Byen har to store fodboldhold, 1 i den bedste spanske division La Liga: FC Barcelona og 1 i 2.division RCD Espanyol.  
Byen har også internationalt succesrige klubber indenfor basketball og håndbold. 

## Kultur
Den elektroniske musikfestival Sónar, der blev grundlagt i 1994, afholdes årligt i Barcelona.

## Personer født i Barcelona
- Manuel Valls (1963-), fransk politiker

## Uddannelse
- Toulouse Business School